# Budge Patty
Budge Patty, eg. John Edward Patty, född 11 februari 1924 i Fort Smith, Arkansas, död 3 oktober 2021 i Lausanne, Schweiz, var en amerikansk tennisspelare. Patty var en av världens tio främsta tennisspelare 1947-57 och rankades 1950 som världsetta. Under karriären vann han två singeltitlar i Grand Slam-turneringar.
Patty upptogs 1977 i International Tennis Hall of Fame.

## Tenniskarriären
Sin första Grand Slam-titel vann Patty säsongen 1950 då han finalbesegrade Jaroslav Drobný (6-1, 6-2, 3-6, 5-7, 7-5) i Franska mästerskapen. Samma säsong vann han också Wimbledonmästerskapen genom att i finalen besegra den toppseedade australiske spelaren Frank Sedgman med setsiffrorna 6-1, 8-10, 6-2, 6-3. Året därpå nådde han fjärde omgången i Franska mästerskapen men förlorade där mot svensken Lennart Bergelin.
Förutom sina båda singeltitlar vann Patty också en dubbeltitel (Wimbledon 1957) och en mixed dubbel-titel (Franska mästerskapen 1946) i GS-turneringar. Wimbledonturneringen spelade han tillsammans med amerikanske dubbelspecialisten Gardnar Mulloy. Paret nådde finalen där de oväntat besegrade det australiska paret Lew Hoad/Neale Fraser. Patty vann Italienska mästerskapen i Rom 1954 och Båstadturneringen 1952-54. Han spelade i det amerikanska Davis Cup-laget 1951.

## Spelaren och personen
Budge Patty var visserligen amerikan, men stannade i Europa efter andra världskriget, under vilket han tjänstgjort i US Army. Spelkulturen i Europa kom därför att prägla hans eget spel som har karakteriserats som klassiskt. Han var högerhänt och hade en förnämlig forehandvolley och goda passerslag som främsta vapen.
Efter avslutad tenniskarriär fortsatte Patty spela på seniortouren och 1976 vann han tillsammans med Lennart Bergelin dubbeltiteln för veteraner i Wimbledon.

## Grand Slam-titlar
- Franska mästerskapen
  - Singel - 1950
  - Mixed dubbel - 1946
- Wimbledonmästerskapen
  - Singel - 1950
  - Dubbel - 1957